# Bradinopyga strachani
Bradinopyga strachani – gatunek ważki z rodziny ważkowatych (Libellulidae).